# PolyGram
PolyGram fue el nombre que a partir de 1972 usó una gran compañía grabadora discográfica que crearon Philips Records y Deutsche Grammophon para sus intereses musicales. En 1998, fue vendida a Seagram y absorbida dentro del grupo Universal Music Group.

## Hollandsche Decca Distributie (HDD), 1929-1950
En 1929, Decca Records (Londres) otorgó una licencia de distribuidor a H.W. van Zoelen, dueño de un negocio en Holanda. Para 1931, su empresa, la Hollandsche Decca Distributie (HDD) se había convertido en un distribuidor exclusivo de Decca
para Holanda y sus colonias. Durante la década de 1930, HDD construyó sus propias instalaciones para A&R, grabación y fabricación.
Durante la Segunda Guerra Mundial los negocios de HDD florecieron debido a la ausencia de competencia norteamericana e inglesa. Van Zoelen le propuso a Philips que le comprara HDD de forma tal que HDD tuviera un buen respaldo cuando regresara la competencia, y en 1942 Philips compró HDD.
Para esta época, la mayoría de las grandes empresas discográficas fabricaban tanto gramófonos como discos; el director ejecutivo de Philips Anton Philips se había dado cuenta de que era arriesgado fabricar gramófonos sin tener intereses en la grabación de música y la fabricación de discos, y que ésta era la razón por la cual la Radio Corporation of America (RCA) se había fusionado con la Victor Talking Machine Company en 1929. Además, en los laboratorios de Philips, se encontraba avanzadas las investigaciones sobre cintas magnéticas y discos de larga duración, y, en ese sentido, una compañía de grabación podría servir de apoyo para nuevos formatos y soportes, particularmente cuando las otras compañías de grabación no mostraban gran entusiasmo por los nuevos formatos.
Al concluir la guerra, Philips construyó una gran fábrica en Doetinchem para fabricar discos de 78 rpm.

## Philips Phonografische Industrie (PPI), 1950-1962
Para la década de 1940, el negocio de grabación estaba muy disgregado en Philips: investigación en los laboratorios de Eindhoven, desarrollo en otras instalaciones en Eindhoven, grabación en Hilversum, fabricación en Doetinchem, distribución desde Ámsterdam y exportaciones desde Eindhoven. Durante finales de la década de 1940, Philips combinó sus varios negocios relacionados con la música en la Philips Phonografische Industrie (PPI), una subsidiaria totalmente bajo el control de Philips.
El crecimiento inicial de PPI se basó en su política de alianzas. A finales de 1945 se propuso una fusión con Decca de Londres, pero fue rechaza por Edward Lewis, el dueño de Decca. (PolyGram finalmente compró Decca en 1979).
A comienzos de la década de 1950, Philips se fijó el objetivo de convertir a PPI en la mayor compañía grabadora de Europa.
El segundo intento de una fusión/adquisición por parte de PPI fue con Deutsche Grammophon
Gesellschaft (DGG). DGG, que era propiedad de Siemens AG, y era conocida por su repertorio de música clásica, y desde 1935 había sido el licenciatario alemán de Decca.
Al poco tiempo de su fundación, PPI había realizado una alianza con DGG para que cada empresa fabricara los discos del otro, coordinando los nuevos productos y no "robarse" los artistas entre ellas o entrar en peleas comerciales por nuevos artistas. PPI y DGG se fusionaron en 1962.
La alianza con DGG no resolvía el problema de PPI en cuanto a contar con repertorios en Gran Bretaña y Norteamérica. Pero en 1951, luego de que a Columbia le fracasara su intento de renovar su acuerdo de distribución internacional con EMI, PPI acordó distribuir las grabaciones de Columbia fuera de Norteamérica, mientras que Columbia distribuía las grabaciones de PPI dentro de Norteamérica. Este acuerdo se mantuvo hasta 1961, cuando Columbia organizó su propia red de distribución en Europa y PPI comenzó a realizar compras en Norteamérica comenzando por Mercury Records en 1962.
PPI construyó o compró fábricas en otros países. Para 1962, PPI tenía una gran fábrica en Baarn y fábricas en Francia, Gran Bretaña, Dinamarca, Noruega, España,
Italia, Egipto, Nigeria y Brasil.
PPI jugó un papel destacado en la introducción del disco de larga duración de vinilo en Europa. Columbia introdujo su grabación de larga duración en 1948 y Philips presentó su primer Larga Duración (LP) en una convención de distribuidores en 1949. El apoyo de Philips a la tecnología de los LP fue un factor importante en su acuerdo entre 1951 y 1961 con Columbia.

## GPG y PolyGram, 1962-1980
En 1962, PPI y DGG formaron el Gramophon-Philips Group (GPG), con Philips tomando un 50% de participación en DGG y Siemens una participación del 50% en PPI. En 1972 ambas compañías se fusionaron de hecho formando PolyGram, de la cual Philips y Siemens cada una eran propietarias del 50%. En 1977 ambas organizaciones se fusionaron desde un punto de vista operacional, integrando los procesos de grabación, fabricación, distribución y marketing en una única organización.
Los diversos sellos de grabación dentro de PolyGram continuaron operando en forma separada. PolyGram otorgó a sus sellos una gran autonomía.
GPG necesitaba penetrar en los mercados de Norteamérica y el Reino Unido, y para ello puso en práctica una estrategia de adquisiciones: Mercury/Smash/Wing (US) en 1962, RSO (UK) en 1967, MGM Records y Verve (US) en 1972, Casablanca (US) en 1977, Pickwick en 1978, y Decca (UK) en 1980. PolyGram compró United Distribution Corporation (UDC) en 1973 y firmó acuerdos de distribución con MCA y 20th Century Records en 1976.
A finales de la década de 1950 y comienzos de la década de 1960, Philips había estado trabajando en una cinta magnética con formato nuevo para música. El casete de Philips salió a la venta en 1962. Era pequeño, podía almacenar más música que un disco larga duración y era robusto. En 1965 el casete aportaba un 3% de las ventas, para 1968 ya representaba el 8% y en 1970 era el 10.6%.

## Crecimiento y venta, 1980-1998
En 1982, PolyGram compró 20th Century Fox Records a su matriz de nombre similar, que a su vez, recientemente había sido adquirida por el magnate petrolero Marvin Davis, que no estaba interesado en quedarse con la compañía discográfica. 
Después de que fracasara un intento de fusión con Warner Elektra Atlantic en 1983, Philips compró el 40% de PolyGram a Siemens y adquirió el 10% restante en 1987.
El CD, inventado por Philips y Sony, ayudó mucho a impulsar las ventas y la participación de mercado de la empresa. La fuerza de PolyGram en la música clásica fue de gran ayuda, ya que muchos de los primeros usuarios del CD eran amantes de la música clásica.
En 1990, después de adquirir Island y A&M. En 1993, PolyGram compró el brazo de video de Virgin Group de General Electric Capital por $ 5,6 millones y remodeló la etiqueta como Vision Video ltd.
En 1995, PolyGram compró ITC Entertainment por 156 millones de dólares.
En mayo de 1998, PolyGram se vendió a Seagram por 10 mil millones de dólares. Seagram, propietaria de Universal Pictures y Universal Music Group, fusionó con esta última a Polygram, marcando el fiinal de la misma como empresa independiente.